# Conrad Feger Jackson

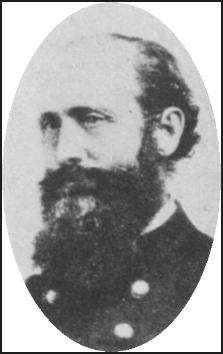
Conrad Feger Jackson

Conrad Feger (Faeger) Jackson (* 11. September 1813 in Pennsylvania; † 13. Dezember 1862 in der Schlacht von Fredericksburg, Virginia) war ein Brigadegeneral der US Army im Sezessionskrieg.

## Leben
Jackson war für die Philadelphia and Reading Railroad tätig, einem in Reading ansässigen Eisenbahnunternehmen. Zu Beginn des Sezessionskrieges trat er 1861 in die US Army ein und wurde zum Oberst des 9. Regiments der Reservetruppen von Pennsylvania ernannt. In dieser Funktion nahm er an der Schlacht von Dranesville sowie von März bis August 1862 unter dem Befehl von George Archibald McCall am Halbinsel-Feldzug teil.
Im Juli 1862 wurde er zum Brigadegeneral ernannt und Kommandeur der 3. Brigade der von McCall kommandierten Division. Als solcher nahm er im September 1862 an den Schlachten am South Mountain sowie Antietam teil und fiel schließlich während eines Angriffs bei der Schlacht von Fredericksburg.